# James Brindley
James Brindley (1716 - 27 de septiembre de 1772) fue un ingeniero inglés, conocido por ser uno de los ingenieros más destacados del siglo XVIII. Nació en Tunstead (Derbyshire), y vivió gran parte de su vida en Leek (Staffordshire). A pesar de recibir poca educación formal, Brindley fue instruido en casa por su madre y a los 17 años comenzó su aprendizaje como molinero, demostrando una habilidad excepcional. Más tarde, estableció su propio negocio en Leek, donde ganó reputación por su ingenio en la reparación de maquinaria.
Brindley fue contratado en 1759 por el 3.º Duque de Bridgewater para diseñar el Canal de Bridgewater, que transportaría carbón desde las minas de Worsley hasta Mánchester. Aunque Brindley es a menudo acreditado como el genio detrás de este canal, se cree que el diseño principal fue obra del Duque y su agente, John Gilbert. Sin embargo, Brindley jugó un papel crucial al resolver problemas técnicos importantes, como la construcción del acueducto de Barton, que cruzaba el río Irwell a una altura de 12 metros.
La técnica de Brindley para minimizar el movimiento de tierras mediante el desarrollo de rutas contorneadas y su uso de túneles, en lugar de cortes, fue innovadora. Además, su técnica de impermeabilización con arcilla apisonada (puddling) fue una de sus mayores contribuciones a la ingeniería de canales. Esta técnica se utilizó extensamente en la construcción de canales en el Reino Unido y más tarde en la construcción de presas de relleno.
Brindley continuó su carrera diseñando y construyendo otros importantes canales como el Trent and Mersey Canal, que conectaba los ríos Mersey, Trent, Severn y Támesis, un proyecto conocido como el "Gran Cruce". Aunque no vivió para ver completada esta red, dejó un legado de 587 km de canales construidos y múltiples molinos de agua.
Falleció en 1772 en su hogar en Turnhurst (Staffordshire), y fue enterrado en la iglesia de St. James en Newchapel. Su legado perdura en varios lugares, como Brindleyplace en Birmingham y el James Brindley Mill en Leek. Su vida y obra han sido conmemoradas con estatuas y otros monumentos en distintas ciudades de Inglaterra.